# Kowaliszki (rejon rakiszecki)
Kowaliszki (lit. Kavoliškis) – wieś na Litwie, położona w okręgu poniewieskim, w rejonie rakiszeckim, 2 km na zachód od Rakiszek, w pobliżu drogi do Ponedeli. Siedziba gminy Rakiszki. We wsi znajduje się szkoła, poczta i biblioteka.
Z Kowaliszek pochodzi rodzina Bronisława Komorowskiego. 

## Dwór Komorowskich

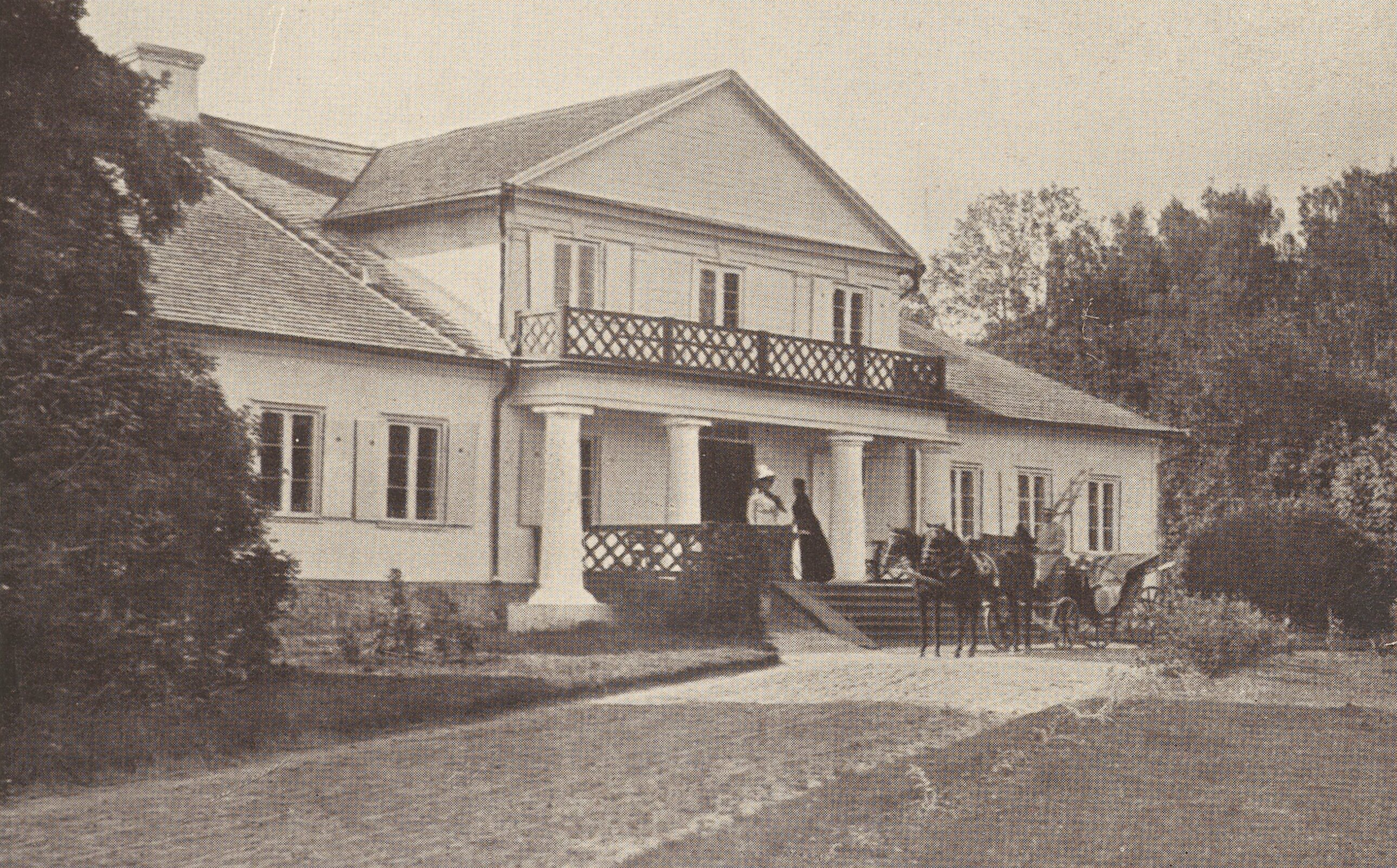
Dwór przed 1911

Dwór Komorowskich zbudowany około 1700 roku i przebudowany w stylu klasycystycznym pod koniec XVIII wieku był centrum majątku obejmującego 2200 ha. Majątek ten został przymusowo podzielony w czasie reformy rolnej przeprowadzonej przez Republikę Litewską przed 1939 rokiem. Po 1944 roku dwór pełnił funkcję domu ludowego. W 1982 r. dwór zburzono, po czym wybudowano na jego miejscu szkołę. Dwór posiadał 27 pokoi, dwa salony, pokój z bilardem i biblioteką oraz dużą jadalnię. Na piętrze znajdowały się pokoje gościnne. W pobliżu znajdowała się fabryka cukierków. 
Miejscowość Kowaliszki należała do parafii w Rakiszkach, w których obok kościoła fundacji Tyzenhauzów, znajdowały się groby rodzinne kilku pokoleń rodziny Komorowskich. Inne groby rodzinne Komorowskich znajdowały się w miejscowości Kwietki, w pobliżu kościoła ufundowanego przez tę rodzinę. Inne majątki należące do członków rodziny Komorowskich to Gikanie, Skrobiszki, Radkuny, Syrutyszki nad rzeką Niewiażą, Podbirże koło Birż oraz ordynacja w Kurmen w Kurlandii.

## Zabytki
- dworska aleja lipowa ze stawem
- zabudowania fabryki cukierków Komorowskich